# Béryl Gastaldello
Pour les articles homonymes, voir Gastaldello.
Béryl Gastaldello, née le 16 février 1995 à Marseille, est une nageuse française.

## Biographie
Béryl Émilie Paulette Gastaldello est née à Marseille le 16 février 1995. Ses parents ont été nageurs, sa mère Véronique Jardin ayant disputé des compétitions internationales en équipe de France dans les années 1980 et son père Éric, qui fut aussi Champion de France et recordman de France du 100 m brasse avant de devenir entraîneur. Sa grand-mère paternelle Amélie Mirkowitch est présente aux Jeux olympiques de 1960.
Béryl Gastaldello commence la natation à l'âge de 12 ou 13 ans après avoir essayé d'autres sports,, tels que l'aïkido, la gymnastique ou l'athlétisme. À l'âge de 14 ans, elle rejoint l'entraîneur de l'Olympic Nice Natation Fabrice Pellerin. Pendant son parcours niçois, elle vit un an en compagnie d'Anna Santamans, puis trois ans avec les parents de Camille Muffat.
Gastaldello devient championne d'Europe juniors en 2011 grâce au relais 4 × 100 m nage libre. Souffrant d'une mononucléose durant plusieurs mois, cela l'empêche de pouvoir espérer se qualifier pour les Jeux olympiques de 2012.
Lors des Championnats d'Europe en petit bassin 2012 disputés à Chartres, elle obtient deux médailles : l'or sur le relais 4 × 50 mètres nage libre mixte et le bronze sur le relais 4 × 50 mètres quatre nages. Dans les deux cas, elle ne participe qu'aux séries.
Gastaldello rejoint la Texas A&M University en septembre 2014 tout en étant licenciée au Cercle des nageurs de Marseille qu'elle rejoint la même année. Elle y étudie le commerce en parallèle de ses entraînements. Aux Championnats de France 2015, la nageuse remporte les titres sur 50 mètres dos (avec le record de France dont sa mère a détenu la première marque en mars 1984), le 50 mètres papillon et le 100 mètres dos. Elle est également deuxième du 100 mètres nage libre et du 100 mètres papillon, ce qui lui permet de se qualifier pour ces cinq épreuves lors des Championnats du monde 2015. Derrière les sept qualifications individuelles obtenues par Laure Manaudou pour les Championnats du monde de Melbourne en 2007 qui constituent un record pour des championnats du monde, ces cinq qualifications individuelles pour des Championnats du monde la placent à égalité avec Jérémy Stravius pour l'édition Championnats du monde 2013. Elle est enfin médaillée de bronze du 50 mètres nage libre.
Lors des Championnats de France 2016 qui servent de qualification pour les Jeux olympiques de Rio de Janeiro, Gastaldello remporte l'or du 100 mètres dos, l'argent du 50 mètres papillon, du 100 mètres nage libre et du 100 mètres papillon ainsi que le bronze du 50 mètres nage libre. Elle ne réussit cependant pas les temps nécessaires à une qualification directe pour ces Jeux. Elle est repêchée la semaine suivante pour disputer une épreuve individuelle, le 100 mètres nage libre.
Elle annonce dans une interview au Journal L'Équipe le 23 mai 2018 qu'elle a souffert d'une dépression avec anxiété sévère fin décembre 2017 - début janvier 2018. Elle est championne de France 2018 du 50 mètres dos. Lors des Championnats d'Europe en grand bassin 2018, elle est la dernière relayeuse du relais 4 × 100 mètres nage libre féminin qui remporte le titre. Elle se classe ensuite cinquième de la finale du 50 mètres dos après avoir porté le record de France de la discipline à 27 s 86 en demi-finale.
Après avoir battu plusieurs records de France dans les semaines précédentes et remporté plusieurs victoires dans l'International Swimming League (ISL), Béryl Gastaldello remporte lors des Championnats d'Europe en petit bassin 2019 de Glasgow l'or au titre du relais 4 × 50 mètres nage libre, l'argent du 50 mètres dos, du 50 mètres papillon, du 100 mètres nage libre ainsi que le bronze au titre du relais 4 × 50 mètres nage libre mixte. Elle explique ces résultats par une approche mentale de la compétition différente ainsi qu'un comportement plus professionnel. 
Ses coéquipiers de club la surnomment « Queen B. ».
Le 31 octobre 2020, lors d'une rencontre de l'ISL à Budapest, Béryl Gastaldello, membre des LA Current, bat le record de France du 100 m nage libre en petit bassin détenu depuis un an par Marie Wattel. Avec 51 s 30, elle retranche 15 centièmes à ce record. Le 10 novembre, toujours à Budapest, elle porte ce record à 51 s 16. Le même jour, une heure après le premier record de France, elle établit également un nouveau record national sur le 100 mètres quatre nages. Ses 57 s 43 améliorent le précédent record de Charlotte Bonnet de plus d'une seconde.
Au cours d'un entretien donné à L'Équipe en novembre 2020, elle estime qu'elle serait aussi performante en grand qu'en petit bassin. Elle révèle aussi son insatisfaction chronique au sujet de ses performances : « Je développe une capacité [...] à passer à la chose suivante peu importe ce qui s'est passé avant. Quand je fais le record du 100 crawl, je suis contente deux minutes et après c'est parti. Je n'ai pas l'opportunité d'engranger ou de profiter vraiment du moment. »
Béryl Gastaldello annonce en avril 2021 qu'elle reste s'entraîner pendant deux mois aux États-Unis afin de préparer les Jeux olympiques de Tokyo. Elle ne rentrera en France qu'au mois de juin 2021.
À Tokyo, elle est éliminée en série du relais 4 × 100 m et du 100 m dos. 
En octobre 2021, elle annonce quitter le Cercle des nageurs de Marseille pour s'engager avec Étoiles 92, en région parisienne. Elle continue de s'entraîner aux États-Unis en parallèle.
En décembre 2021, elle remporte le 100 m dos aux championnats de France en réalisant un temps de 54 s 58. Elle remporte dans la foulée la médaille d'argent du 100 mètres quatre nages aux Championnats du monde de natation en petit bassin 2021 à Abou Dabi. Une performance qu'elle peine à accepter, comme elle le dévoile en interview, alors qu'elle est en larmes : « Je ne sais pas pourquoi je n'arrive pas à être contente [...]. J'ai passé une année beaucoup trop dure pour me satisfaire de ça. Je suis ici pour faire des médailles, des titres, pas pour me faire battre par quelqu'un que je bats tout le temps. Je sais que je suis plus forte qu'elle. C'est frustrant. »
Le 16 décembre 2022, elle participe avec Maxime Grousset, Florent Manaudou et Mélanie Henique au relais 4 × 50 mètres nage libre mixte qui remporte le titre lors des Championnats du monde en petit bassin 2022 à Melbourne. Leur temps de 1 min 27 s 33 centièmes constitue un nouveau record du monde. Le même jour, elle remporte la médaille d'argent du 100 m quatre nages (57 s 63).
Lors des Championnats de France en petit bassin 2023 disputés à Angers, elle remporte le 100 mètres nage libre, le 50 mètres papillon, le 100 mètres dos, le 50 mètres nage libre et le 100 mètres quatre nages. Par la même occasion, elle bat le record de France du 100 mètres dos grâce à un temps de 56 s 18,.
Début décembre 2023, aux championnats d'Europe petit bassin de Bucarest, elle termine seconde du 100 m nage libre en 57 s 67, juste derrière sa compatriote Charlotte Bonnet.
Elle participe aux Jeux olympiques d'été de 2024 mais termine sans médaille, n'obtenant que la 8e place du 100 mètres dos.

## Au cinéma
Elle apparaît dans son propre rôle dans le film Le Rendez-vous de l'été qui se déroule avec le contexte des JO à Paris.

## Palmarès

### Jeux olympiques
| Épreuve / Édition           | Rio 2016               | Tokyo 2020                   |
| 100 mètres nage libre       | 22e des séries 54 s 80 |                              |
| 100 mètres papillon         | 25e des séries 58 s 93 |                              |
| 4 × 100 mètres nage libre   | 7e 3 min 37 s 45       | 11e des séries 3 min 36 s 61 |
| 4 × 100 mètres quatre nages | Disqualifié en séries  |                              |

JO Paris 2024 : 8e de la finale du 100 mètres dos, éliminée en demi-finale du 100 mètres nage libre, 6e du relais 4 x 100 mètres

### Championnats du monde

#### Grand bassin
- Championnats du monde 2019 à Gwangju ( Corée du Sud) : 
  -  médaille de bronze du relais 4 × 100 m nage libre mixte (participe uniquement aux séries)
- Championnats du monde 2025 à Singapour :
  -  médaille de bronze du relais 4 × 100 m nage libre mixte

#### Petit bassin
- Championnats du monde 2021 à Abou Dabi ( Émirats arabes unis) :
  -  Médaille d'argent du 100 m quatre nages.
- Championnats du monde 2022 à Melbourne ( Australie) :
  -  Médaille d'or au titre du relais 4 x 50 mètres nage libre mixte.
  -  Médaille d'argent du 100 m quatre nages.
- Championnats du monde 2024 à Budapest ( Hongrie) :
  -  Médaille d'argent du 50 m papillon
  -  Médaille d'argent du 100 m nage libre
  -  Médaille de bronze du 100 m quatre nages

### Championnats d'Europe

#### En grand bassin
- Championnats d'Europe en grand bassin 2018 à Glasgow ( Royaume-Uni) :
  -  Médaille d'or du relais 4 x 100 mètres nage libre.
  -  Médaille d'or du relais 4 x 100 mètres nage libre mixte[Note 1].

#### En petit bassin
- Championnats d'Europe en petit bassin 2012 à Chartres ( France) :
  -  Médaille d'or du relais 4 × 50 mètres nage libre mixte[Note 1].
  -  Médaille de bronze du relais 4 × 50 mètres quatre nages[Note 1].
- Championnats d'Europe en petit bassin 2019 à Glasgow ( Royaume-Uni) :
  -  Médaille d'or du relais 4 × 50 mètres nage libre.
  -  Médaille d'argent du 50 mètres dos.
  -  Médaille d'argent du 50 mètres papillon.
  -  Médaille d'argent du 100 mètres nage libre.
  -  Médaille de bronze du relais 4 × 50 mètres nage libre mixte.

### Championnats d'Europe juniors
- Championnats d'Europe 2010 à Helsinki ( Finlande) :
  -  Médaille de bronze du 50 mètres nage libre.
  -  Médaille de bronze du relais 4 × 100 mètres nage libre.

- Championnats d'Europe 2011 à Belgrade ( Serbie) :
  -  Médaille d'or du relais 4 × 100 mètres nage libre.

### Championnats de France
- Championnats de France 2010 à Saint-Raphaël :
  -  Médaille d'argent du relais 4 × 100 mètres nage libre.

- Championnats de France 2011 à Schiltigheim :
  -  Médaille d'argent du 50 mètres nage libre.

- Championnats de France en petit bassin 2012 à Angers :
  -  Médaille de bronze du 50 mètres nage libre.

- Championnats de France 2013 à Rennes :
  -  Médaille d'argent du 50 mètres dos.
  -  Médaille de bronze du 50 mètres papillon.
  -  Médaille de bronze du 100 mètres nage libre.
  -  Médaille de bronze du 100 mètres papillon.

- Championnats de France en petit bassin 2013 à Dijon :
  -  Médaille d'argent du 50 mètres nage libre.
  -  Médaille de bronze du 50 mètres papillon.

- Championnats de France 2014 à Chartres :
  -  Médaille d'or du 50 mètres dos.
  -  Médaille de bronze du 100 mètres dos.
  -  Médaille de bronze du 50 mètres papillon.

- Championnats de France 2015 à Limoges :
  -  Médaille d'or du 50 mètres dos (RF).
  -  Médaille d'or du 50 mètres papillon.
  -  Médaille d'or du 100 mètres dos.
  -  Médaille d'argent du 100 mètres nage libre.
  -  Médaille d'argent du 100 mètres papillon.
  -  Médaille de bronze du 50 mètres nage libre.

- Championnats de France 2016 à Montpellier :
  -  Médaille d'or du 100 mètres dos.
  -  Médaille d'argent du 50 mètres papillon.
  -  Médaille d'argent du 100 mètres nage libre.
  -  Médaille d'argent du 100 mètres papillon.
  -  Médaille de bronze du 50 mètres nage libre.

- Championnats de France 2017 à Schiltigheim :
  -  Médaille d'or du 50 mètres dos.
  -  Médaille d'or du 100 mètres dos.
  -  Médaille d'or du 100 mètres papillon.
  -   Médaille d'argent du 100 mètres nage libre.
  -   Médaille d'argent du 50 mètres papillon.
  -  Médaille de bronze du 50 mètres nage libre.

- Championnats de France 2018 à Saint-Raphaël :
  -  Médaille d'or du 50 mètres dos.

- Championnats de France 2019 à Rennes :
  -  Médaille d'or du 100 mètres papillon.
  -  Médaille d'or du 50 mètres dos.
  -  Médaille d'or du 100 mètres dos.
  -   Médaille d'argent du 100 mètres nage libre.
  -   Médaille d'argent du 50 mètres papillon.

- Championnats de France 2020 à Saint-Raphaël
  -  Médaille d'or du 100 mètres nage libre.
  -  Médaille d'argent du 50 mètres papillon.
  -  Médaille de bronze du 50 mètres nage libre.

- Championnats de France 2021 à Chartres
  -  Médaille d'argent du 100 mètres papillon.

- Championnats de France 2022 à Limoges
  -  Médaille de bronze du 50 mètres dos.

- Championnats de France 2023 à Rennes
  -  Médaille d'argent du 100 mètres nage libre.
  -  Médaille de bronze du 50 mètres nage libre.

- Championnats de France en petit bassin 2023 à Angers :
  -  Médaille d'or du 50 mètres nage libre.
  -  Médaille d'or du 50 mètres papillon.
  -  Médaille d'or du 100 mètres nage libre.
  -  Médaille d'or du 100 mètres dos.
  -  Médaille d'or du 100 mètres quatre nages.

- Championnats de France 2024 à Chartres
  -  Médaille d'or du 50 mètres nage libre.
  -  Médaille d'argent du 100 mètres nage libre.